# Ефанов, Василий Прокофьевич
Васи́лий Проко́фьевич Ефа́нов (10 ноября 1900, Самара — 3 марта 1978, Москва) — советский, российский художник-живописец, мастер парадного портрета, график, педагог. Академик АХ СССР (1947). Народный художник СССР (1965). Пятикратный лауреат Сталинских премий (1941, 1946, 1948, 1950, 1952).

## Биография
Родился 10 (23) ноября 1900 года в Самаре на Шихабаловской (ныне Ленинской) улице в семье мелкого предпринимателя.
Окончил единую трудовую школу II ступени. Учился в Художественно-промышленном техникуме (1917—1919) и одновременно в драматической студии при Городском театре в Самаре. После неудачных попыток поступить в петроградские Свободные художественные мастерские (бывшая Императорская Академия художеств) и московские Высшие художественно-технические мастерские (ВХУТЕМАС), в 1922 году переселился в Москву, где занимался в Вольной академии художеств под руководством А. Е. Архипова (1920—1921) и «Студии на Тверской художника К. П. Чемко» Д. Н. Кардовского (1921—1926).
В 1926 году начал как художник-график сотрудничать в журналах «Смена», «Пионер», «Красноармеец и краснофлотец», в газете «Красная звезда». Выполнил ряд политических плакатов. Как актёр, гример, декоратор сотрудничал в 4-й Студии МХАТ (1930—1934).
В 1930-х годах стал известен своими монументальными полотнами в стиле социалистического реализма, на которых изображены важнейшие люди того времени. Так, на картине «Незабываемая встреча», изображающей визит супруг работников Наркомата тяжелой промышленности в ЦК партии,  где их встречают И. В. Сталин, С. К. Орджоникидзе, М. И. Калинин, Молотов, К. Е. Ворошилов и Н. К. Крупская, художник, по мнению искусствоведа А. И. Замошкина, «сумел художественно осмыслить момент небывалых в истории человечества радостных и близких встреч, которые определяют органическое, никогда не расторжимое единство советского народа со своим вождём и другом».
Начало Великой Отечественной войны Ефанов провел в эвакуации в Куйбышеве, в доме родителей. Художник не раз выезжал на фронт. В 1943 году он сделал множество портретных набросков защитников Сталинграда, которые в дальнейшем послужили материалом для большой картины «Сталинград, 1943».
В 1948—1957 годах — профессор кафедры живописи и руководитель мастерской в МГАХИ имени В. И. Сурикова, а с 1959 года и до конца жизни преподавал живопись на художественно-графическом факультете МГПИ имени В. И. Ленина.
С начала 1960-х годов много работал в жанре пейзажа, как в технике масляной живописи, так и в пастели.
Автор статей по вопросам изобразительного искусства в периодической печати: «Художник-боец», «Заметки о мастерстве», «Единство», «Моя задача — запечатлеть характер» и других.
Был членом АХРР. Действительный член АХ СССР (1947). Член Оргкомитета (с 1939), секретарь Оргкомитета (с 1951 года) Союза советских художников. Член СХ СССР.
Член КПСС с 1954 года.

Могила на Кунцевском кладбище

Василий Прокофьевич Ефанов скончался в Москве 3 марта 1978 года. Похоронен на Кунцевском кладбище.

## Семья
- жена (с 1958 года) — художница Анна Петровна Суворова (1925—2007)[7], дочь художника-графика Петра Ивановича Суворова (1901—1968), декана графического факультета Московского Художественного Института имени В. И. Сурикова[8], и племянница поэта Павла Антокольского[9].

## Награды и звания
- народный художник РСФСР (1951)
- народный художник СССР (1965)
- Сталинская премия второй степени (1941) — за картину «Незабываемая встреча» (встреча И.В.Сталина и членов правительства с женами работников тяжелой промышленности) (1938).[10]
- Сталинская премия второй степени (1946) — за картину «И. В. Сталин, К. Е. Ворошилов, В. М. Молотов у постели больного А. М. Горького».
- Сталинская премия третьей степени (1948) — за картину «В. М. Молотов у Кремлёвской стены».
- Сталинская премия второй степени (1950) — за коллективную работу над картиной «Передовые люди Москвы в Кремле» и за портреты знатных людей Москвы: Т. К. Рожковой, метростроевки Т. В. Фёдоровой, авиаконструктора А. М. Люльки, Героя Социалистического Труда В. Т. Осипова.
- Сталинская премия третьей степени (1952) — за картину «Заседание Президиума Академии наук СССР» и портреты советских учёных (с соавторами)
- орден Трудового Красного Знамени (1970)
- Медаль «В память 800-летия Москвы»
- Медаль «За доблестный труд в Великой Отечественной войне 1941—1945 гг.»
- Серебряная медаль Министерства культуры СССР (1957)
- Бронзовая медаль Всемирной выставки в Брюсселе (1958) — за полотно «Дедушка с внучкой» (1957).